# Андрес Паласиос
Андрес Паласиос (на испански: Andrés Palacios) е мексикански актьор, роден в Чили.
Паласиос завършва специалност „Маркетинг и реклама“ и работи като модел. Участва в различни рекламни кампании, а малко по-късно се присъединява към Центъра за актьорско обучение към TV Azteca.

## Филмография

### Теленовели
- Горчива любов (2024/25) .... Томас Хименес
- Земя на надеждата (2023) .... Сантос Сандовал
- Мащехата (2022) .... Естебан Ломбардо Фуентес
- Разделена любов (2022) .... Бруно Гарсия Солис
- Империя от лъжи (2020) .... Леонардо Веласко
- Узурпаторката (2019) .... Карлос Бернал
- Трябваше да си ти (2018) .... Мигел Карето
- Полетът към победата (2017) .... Раул де ла Пеня
- Обичаният (2017) ... Омеро Фуентес Арсе
- Амазонките (2016) ... Алехандро Сан Роман / Алехандро Сантос Уерта
- Госпожа Асеро (2014) .... Елиодоро Флорес Тарсо
- Camelia la Texana (2014) .... Факундо Гарсия
- Fortuna (2013) .... Габриел Ледесма / Габриел Алтамирано Ледесма
- Amor cautivo (2012) .... Хавиер дел Вайе
- Cielo rojo (2011) .... Натан Гарсес
- Vidas robadas (2010) .... Мартин Сандовал
- Eternamente tuya (2009) .... Хуан Пабло Товар
- Deseo prohíbido (2008) .... Николас
- Noche eterna (2008) .... Дарио Франко
- Mientras haya vida (2007) .... Серхио Хуарес
- Amor en custodia (2005/06) .... Николас Пачеко
- Las Juanas (2004/05) .... Алваро Матаморос
- Belinda (2004) .... Хесус Инфанте
- La duda (2002/03) .... Чимино
- El país de las mujeres (2002)
- El amor no es como lo pintan (2000/01) .... Хайме Галан Перес

### Сериали
- Имало едно време (2017) – Видал
- Hasta que te conocí (2016) – Даниел Михарес
- Justicia Ciega (2010)
- Capadocia (2010) – Габо

### Кино
- Valiente
- Sucedió en un día (2010)
- Hidalgo, la historia jamás contada (2010) – Морелос
- Amor a primera vista (2009)

### Режисьор
- Pasión morena (2009/10) .... Режисьор и оператор

## Награди и номинации
Награди TVyNovelas
| Година | Категория                      | Теленовела | Резултат  |
| ------ | ------------------------------ | ---------- | --------- |
| 2017   | Най-добър актьор в главна роля | Амазонките | Номиниран |